# Bahnhof Wegenstedt
Der Bahnhof Wegenstedt ist der ehemalige Bahnhof und heutige Haltepunkt von Wegenstedt in Sachsen-Anhalt. Er ist der einzige noch in Betrieb befindliche Bahnhof in der Gemeinde Calvörde.

## Geschichte
Am 1. November 1874 wurde der nördliche Abschnitt der Bahnstrecke (Magdeburg–)Glindenberg–Oebisfelde eröffnet, so dass Wegenstedt einen Bahnhof für den Personen- und Güterverkehr bekam. Aus dem braunschweigischen Amt Calvörde war der Anschluss an dieser Bahnstrecke gewünscht, doch wurde diese Strecke um das Amt herum verlegt. Die Gemeinde Calvörde sah sich veranlasst, eine eigene Kleinbahn nach Wegenstedt zu bauen. Am 22. September 1909 wurde der Güterverkehr und am 1. Oktober 1909 der Personenverkehr aufgenommen.
Am 24. September 1966 endete der Personenverkehr und am 27. Mai 1967 der Güterverkehr auf der Kleinbahnstrecke Wegenstedt–Calvörde. 
Der Bahnhof hatte noch bis zum Sommer 2009 Formsignale und eine vom Bahnhof bediente mechanische Schranke. Dann wurde die Strecke modernisiert und der Bahnhof in einen Haltepunkt ohne Weichen rückgebaut. Seither wird die Schranke durch ein elektronisches Stellwerk überwacht. Im Jahr 2011 wurde ein Dynamischer Schriftanzeiger aufgestellt, der neben der Uhrzeit auch Verspätungen angibt. Umfangreiche Arbeiten wie Bahnsteigsanierung und die Schaffung eines Wetterschutzhäuschen am Haltepunkt Wegenstedt wurden 2013 durchgeführt.
Der Haltepunkt wird in der Woche im Stundentakt oder Zweistundentakt Richtung Magdeburg bzw. Wolfsburg durch Regionalbahnen angefahren; am Wochenende alle zwei Stunden. Er gehört zur Preisklasse 6.